# Diljá Pétursdóttir
Diljá Pétursdóttir [ˈtɪljauː ˈpʰjɛːtʏr̥sˌtouhtɪr] (* 15. Dezember 2001 in Kópavogur), bekannt als Diljá, ist eine isländische Popsängerin. Sie vertrat Island beim Eurovision Song Contest 2023 in Liverpool mit ihrem Lied Power.

## Leben und Karriere
Diljá stammt aus Kópavogur und hat einen älteren Bruder. Sie erreichte Bekanntheit, als sie 2015 mit 12 Jahren an der isländischen Version von Got Talent teilnahm. 2020 zog sie mit ihrem Freund nach Kopenhagen. Sie studiert Physiotherapie und nimmt nebenbei Gesangsunterricht.
Im Januar 2023 wurde bekanntgegeben, dass Diljá am isländischen Vorentscheid für den Eurovision Song Contest, Söngvakeppnin 2023, teilnehmen werde. Am 4. März 2023 entschied sie das Finale für sich und durfte somit Island beim Eurovision Song Contest 2023 mit dem Lied Power vertreten. Nach ihrem Auftritt im zweiten Halbfinale am 11. Mai konnte sie sich jedoch nicht für das Finale qualifizieren.

## Diskografie

### Singles
- 2023: Lifandi inni í mér
- 2023: Power
- 2023: Crazy
- 2023: Say My Name
- 2023: Ég sé rautt (Celebs feat. Diljá)
- 2024: Einhver